# SU (RIP SLYME)
SU（スー、1973年11月20日 - ）は、日本のヒップホップユニットRIP SLYMEのMCである。藤沢西高校、東放学園卒業。本名、大槻 一人（おおつき かずと）。
神奈川県出身。FUNKY GRAMMAR UNITの一員。元妻はシンガーソングライターの大塚愛。

## 来歴
- 名前の由来は、本名の「一人」を縦書きで書いたものをカタカナの「ス」と読み違えられたことから。
- 姉がSMAP・中居正広と小・中学校時代の同級生。『SMAP×SMAP』（フジテレビ）にRIP SLYMEが出演した際、SU本人とも小中時代から知り合いだったと中居が語った。中居司会の『中居正広の7番勝負!超一流アスリートVS芸能人どっちが勝つの?SP』（日本テレビ）や『ナカイの窓』（日本テレビ）にも何度も出演。
- RIP SLYME加入前にはDJ FUMIYAの実兄TAKEなどと共にMELLOW DOWNというダンスグループを結成しており、EAST ENDのバックダンサーを務めていた。EAST END×YURIが『NHK紅白歌合戦』に出場した際、バックでダンスを披露していた。またEAST END×YURIのPVにも何度も出演した。
- MELLOW DOWNはEAST END活動休止後にSUやDJ FUMIYAが中心となりラップグループとしても活動を始めたが、DJ FUMIYAのRIP SLYME加入や他メンバーの脱退もあり解散し、SU自身も1998年にRIP SLYMEにMCとして加入した。
- 「スーマン」という名前のチワワを飼っている。「STEPPER'S DELIGHT」のPVと「ONE」のCD盤に登場している。
- MELLOW DOWN時代にはOZROSAURUSやFUSION COREとの共演経験もある。
- 2008年3月12日発売のELLE girl4月号より、“Dr.SU's LOVE CLINIC”という連載企画をスタートさせる。
- 2008年4月7日よりフジテレビのバラエティ番組『〜ジョーデキ!POP COMPANY〜POP屋』に本名名義でレギュラー出演。
- 『キャンパスナイトフジ』（フジテレビ）「すう散歩」でキャンパスナイターズを連れてロケ担当をしていた。
- 猫を飼っている。
- 2010年6月26日にシンガーソングライターの大塚愛と半年の交際を経て入籍したことを発表した。
- 近年はDJ usus名義でDJとしても活動している。
- 2017年22歳年下のモデル江夏詩織との不倫疑惑が報じられ活動休止。
- 2018年10月31日のRIP SLYMEの活動休止について、11月3日、自身のInstagramで「全ての責任は私」と謝罪の文章を綴った[2]。
- 2018年11月21日、大塚のオフィシャルモバイルサイトを通じ、離婚したことが明らかになった。なお、長女の親権は大塚が持つという[3][4]。
- 現在は、17 Liveを中心にライブ配信活動[5]や美容室を開業など活動を広げている。

## ディスコグラフィ

### 配信曲
- パルコ、アラ?!のうた（2010年7月1日） - 「SU+Q;indivi」名義、着うたのみで配信
- ディープ・クレンジング（2010年7月7日） - 「SU (from RIP SLYME)」名義、iOS版「太鼓の達人+」にて無料配信（ゲーム内楽曲）

### 客演
- オレはお前じゃない / DJ FUMUYA feat. SU, Ca2o (MELLOW DOWN)
- 望ム / OZROSAURUS
- Two of us "rub’delight mix" / 浜崎あゆみ
- ハタラコウ / GAKU-MC
- Happiness～I don't touch your old love～ (TRACK野郎PRODUCTION REMIX Feat.SU from RIP SLYME) / BETCHIN'
- The Deep Inner Groove / GAKU-MC
- You’re My Heaven featuring SU from Rip Slyme / BETCHIN'
- MORE FUN?(CUSTOMIZED FOR FTR) / PENPALS
- A Song feat. PES & SU from RIP SLYME / breakthrough
- dance dance dance dance feat. SU (RIP SLYME) / Fantastic Plastic Machine
- ウィークエンド・シャッフル feat. MCU, RYO-Z, KREVA, CUEZERO, CHANNEL, KOHEI JAPAN, SU, LITTLE, ILMARI, GAKU-MC, SONOMI, PES, K.I.N, 童子-T / RHYMESTER
- Hey girl! feat. SU(RIP SLYME) / WISE
- aisu×time / 大塚 愛 × SU from RIP SLYME
- a world of difference / Q;indivi+SU
- She Sea Girl / アルファ feat. lecca, SU
- ミス ユニバース feat. SU, ILMARI (from RIP SLYME), 黒木メイサ / STUDIO APARTMENT
- HI-TEN feat. ILMARI & SU / lecca
- damn feat. SU (RIP SLYME) / jjj

## 主な出演

### テレビドラマ
- リーガル・ハイ（2012年4月 - 6月・2013年10月 - 12月、フジテレビ） - 傍聴マニア 役　※「大槻一人（RIP SLYME）」名義

### バラエティ番組
- 〜ジョーデキ!POP COMPANY〜POP屋（2008年4月7日 - 9月22日、フジテレビ） - 「大槻一人」名義
- キャンパスナイトフジ「すう散歩」コーナー（2009年4月10日 - 2010年3月19日、フジテレビ）
- クルマッチョ! 〜みんなの社会CAR見学〜（2011年1月26日 - 6月29日、TBS）

### 映画
- 夫婦フーフー日記（2015年5月30日） - 出版社の編集担当者 役[6]
- にがくてあまい（2016年9月10日） - ヤッさん 役

### ラジオ
- RADIPEDIA（2011年4月5日 - 2012年9月26日、J-WAVE） - 火曜ナビゲーター